# Temnopleuridea
Infra-ordre
Les Temnopleuridea sont un infra-ordre d'oursins (échinodermes) qui n'est reconnu que par certains organisme de classification.

## Liste des familles
Selon World Register of Marine Species (28 octobre 2013) :
- Famille Glyphocyphidae Duncan, 1889 †
- Famille Temnopleuridae A. Agassiz, 1872 -- 13 genres actuels
- Famille Trigonocidaridae Mortensen, 1903b -- 6 genres actuels
- Famille Zeuglopleuridae Lewis, 1986 †

Cette classification est encore minoritaire dans le champ de la taxinomie, et n'est pas reconnue par certains organismes comme ITIS ou NCBI. 

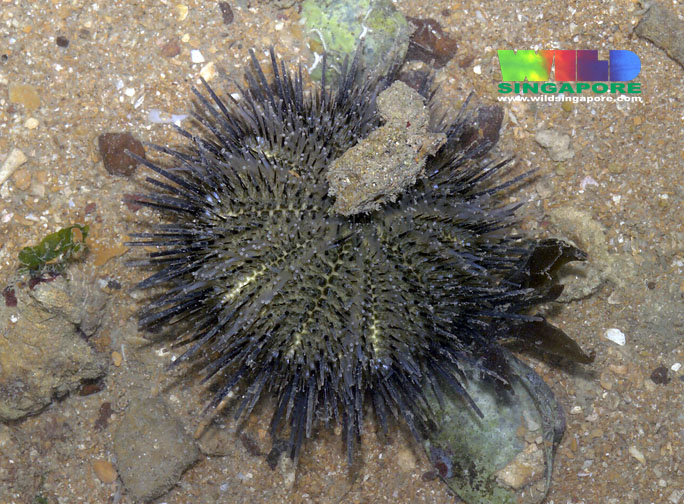
Temnopleurus toreumaticus (Temnopleuridae).
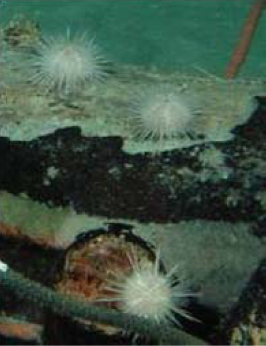
Asterechinus elegans (Trigonocidaridae).

## Publication originale
- (en) Andreas Kroh et Andrew B. Smith, « The phylogeny and classification of post-Palaeozoic echinoids », Journal of Systematic Palaeontology, Taylor & Francis, vol. 8, no 2,‎ 21 mai 2010, p. 147-212 (ISSN 1477-2019 et 1478-0941, DOI 10.1080/14772011003603556).